# Jean Amila
Jean Amila, Pseudonym von Jean Meckert (* 24. November 1910 in Paris; † 7. März 1995 ebenda) war ein französischer Schriftsteller. Er wurde insbesondere durch seine Kriminalromane, die in der Série noire (dem Roman noir zuzurechnen) von Gallimard erschienen, bekannt.

## Leben
Meckert wuchs in Paris auf. Im Ersten Weltkrieg verlor er seinen Vater, der wegen nichtkonformen Verhaltens erschossen wurde. Meckerts Mutter konnte den Tod des Mannes nicht verwinden und kam für zwei Jahre in ein Heim. In dieser Zeit lebte der Junge im Waisenhaus. Bereits mit 13 Jahren begann er zu arbeiten, leistete seinen Wehrdienst ab und übernahm zahlreiche, kleinere Jobs – unter anderem als Lagerarbeiter und als Automechaniker. Zu Beginn des Zweiten Weltkrieges, 1939, wurde Meckert eingezogen, jedoch sein Regiment recht schnell wieder immobilisiert. Er geriet in der Schweiz in Gefangenschaft. Einige Monate später kehrte er nach Paris zurück und nahm eine Stelle im Rathaus des XX. Arrondissements an. Nebenher wirkte er in der Résistance mit und widmete sich intensiv dem Schreiben. 1942 gab er für die Literatur seinen Beruf auf. Ab 1950 schrieb er für die Série noire. 1971 wurde er in Paris zusammengeschlagen, wobei die Umstände im Dunklen blieben. Möglicherweise besteht ein Zusammenhang zu seinem Roman La Vierge et le taureau, in welchem er sich kritisch zu den von Frankreich durchgeführten nuklearen und bakteriologischen Versuchen auf Tahiti äußerte. Aufgrund des Angriffs erlitt Meckert eine Amnesie, die ihn mehrere Jahre am Schreiben hinderte. Erst 1981 veröffentlichte er wieder einen Roman. 1995 starb er 85-jährig in Paris. Meckert, der aus einfachen Verhältnissen stammte und niemals studiert hatte, war ein Autodidakt.

## Namensherkunft
Der Name John/Jean Amila entstand auf der Suche nach einem passenden Nachnamen für einen Autor von Kriminalromanen der Série noire, die um 1950 noch stark amerikanisch geprägt war. Zunächst wählte der Schriftsteller das Pseudonym John Amilanar, dem Spanischen amilinar (sich fürchten) entlehnt. Frankophone Leser werden aber auch ami l’anar herauslesen und ein chiste anhängen. Marcel Duhamel, der Herausgeber der Série noire, brachte Meckert letztlich dazu, seine Titel als John Amila zu veröffentlichen.

## Literarisches Werk
Die Arbeit von Jean Meckert lässt sich nur schwerlich in eine feste Kategorie einordnen und bewegt sich ständig im Spannungsfeld zwischen Roman blanc (Nichtkrimi) und Roman noir (Kriminalroman), sowie zwischen Roman populaire (Etikett für leichte Unterhaltungsliteratur) und Roman populiste (Literaturgattung, in der das Leben der „kleinen Leute“ verarbeitet wird). Seine ersten Romane, Nichtkrimis, erschienen unter seinem Geburtsnamen Jean Meckert und waren wenig erfolgreich. Mit dem Einstieg in die Série noire im Jahre 1950, angeregt und gefördert durch deren Herausgeber Marcel Duhamel, entwickelte sich eine lange und erfolgreiche Zusammenarbeit, die bis 1985 andauerte. Unter dem Pseudonym Jean Amila entstanden 21 Roman noirs, die sich verschiedenen gesellschaftskritischen Themen widmeten. Meist standen Rebellen oder Gruppierungen im Mittelpunkt, die an Staat, Gesellschaft oder Wirtschaftsmacht im Nachkriegsfrankreich scheiterten. Immer wieder wurden seine antimilitärische und in Zügen anarchistische Haltung deutlich, die sich mit seinen Erfahrungen im Krieg in Einklang bringen lassen.

## Posthume Rezeption
Meckerts Werk ist wenig präsent bei der modernen Leserschaft. In gewissen Abständen werden im Rahmen der Série noire einige seiner Romane wiederaufgelegt, aber dem breiten Publikum bleibt er weitgehend fremd. In den letzten Jahren hat sich Didier Daeninckx um eine Aufwertung Amilas bemüht. Er setzt ihm in Nazis in der Metro (Transit, Berlin 1996. ISBN 978-3-88747-111-8) und 12, rue Meckert (nicht auf Deutsch erschienen) ein Denkmal.
In Deutschland gibt es zwei Übersetzungen von Jean Amilas Romanen aus den Siebzigerjahren (Das Schwurgericht, 1961 und Die Ausgestossenen, 1970) und seit 2005 erscheint eine Amila Reihe im Conte Verlag in Saarbrücken.

## Auszeichnungen
- 1985 Prix des visiteurs de l’ombre
- 1986 Prix Mystère de la critique für Au balcon d’Hiroshima

## Werkverzeichnis

### Deutsche Übersetzungen
- Die Ausgestossenen. Desch, 1970. (Originaltitel: Les loups dans la bergerie)
- Das Schwurgericht. Rowohlt, 1961. (Originaltitel: Justice est faite)
- Mond über Omaha. Conte Verlag, 2005. ISBN 978-3-936950-33-5 (Originaltitel: La lune d’Omaha)
- Mitleid mit den Ratten. Conte Verlag, 2006. ISBN 978-3-936950-43-4 (Originaltitel: Pitié pour les rats)
- Bis nichts mehr geht. Conte Verlag, 2007. ISBN 978-3-936950-53-3 (Originaltitel: Jusqu’à plus soif)
- Motus! Conte Verlag, 2008. ISBN 978-3-936950-79-3 (Originaltitel: Motus!)
- Die Abreibung. Conte Verlag, 2009. ISBN 978-3-936950-96-0 (Originaltitel: La bonne tisane)

### Romane als Jean Meckert
- La marche au canon. Nicht veröffentlichtes Manuskript, 1940 / Collection Arcanes, Éditions Joëlle Losfeld, 2005.
- Les coups. Collection Blanche, Gallimard, 1941 / Collection folio poche, Gallimard, 2002.
- L’homme au marteau. Collection Blance, Gallimard, 1943 / Collection Arcanes, Éditions Joëlle Losfeld, 2006.
- La Lucarne. Collection Blanche, Gallimard, 1945.
- Nous avons les mains rouges. Collection Blanche, Gallimard, 1947 / Encrage, 1993.
- La ville de plomb. Collection Blanche, Gallimard, 1949.
- Je suis un monstre. Collection Blanche, Gallimard, 1952 / Collection Arcanes, Éditions Joëlle Losfeld, 2005.
- Nous sommes tous des assassins. Collection Blanche, Gallimard, 1952 / Collection Arcanes, Éditions Joëlle Losfeld, 2008.
- Justice est faite. Collection Blanche, Gallimard, 1954 / Collection Arcanes, Éditions Joëlle Losfeld, 2008.
- La Tragédie des Lurs. Collection Blanche, Gallimard, 1954 / Collection Arcanes, Éditions Joëlle Losfeld, 2007.

### (Kriminal-)Romane als Jean Amila
- La Vierge et le taureau. Presses de la Cité, 1973.
- Le Neuf de Pique. Rayon Fantastique, Gallimard, 1956 / NéO – Le miroir obscur N°21, 1981.
- Y’a pas de Bon Dieu! Série Noire, Gallimard, 1950 / Carré Noir, Gallimard, 1972.
- Motus! Série Noire, Gallimard, 1953 / Carré Noir, Gallimard, 1974.
- La bonne tisane. Série Noire, Gallimard, 1955 / Série Noire, Gallimard, 1998.
- Sans attendre Godot. Série Noire, Gallimard, 1956 / Série Noire, Gallimard, 1981.
- Les loups dans la bergerie. Série Noire, Gallimard, 1959.
- Le Drakkar. Série Noire, Gallimard, 1959.
- Jusqu’à plus soif. Série Noire, Gallimard, 1962 / Folio Policier, Gallimard, 2005.
- Langes radieux. Série Noire, Gallimard, 1963 / Carré Noir, Gallimard, 1984.
- Pitié pour les rats. Série Noire, Gallimard, 1964 / Série Noire, Gallimard, 1997.
- La lune d’Omaha. Série Noire, Gallimard, 1964 / Carré Noir, Gallimard, 1970 / Folio Policier, Gallimard, 2003.
- Noces de soufre. Série Noire, Gallimard, 1964 / Folio Policier, Gallimard, 1999.
- Les Fous de Hong-Kong. Série Noire, Gallimard, 1969.
- Le Grillon enragé. Série Noire, Gallimard, 1970.
- La Nef des dingues. Série Noire, Gallimard, 1972 / Série Noire, Gallimard, 1998.
- Contest-flic. Série Noire, Gallimard, 1972 / Carré Noir, Gallimard, 1986.
- Terminus léna. Série Noire, Gallimard, 1973 / Carré Noir, Gallimard, 1986.
- À qui ai-je l’honneur…? Série Noire, Gallimard, 1974 / Carré Noir, Gallimard, 1982.
- Le Pigeon de Faubourg. Série Noire, Gallimard, 1981.
- Le Boucher des Hurlus. Série Noire, Gallimard, 1982 / Folio Policier, Gallimard, 2001.
- Le Chien de Montargis. Série Noire, Gallimard, 1983.
- Au Balcon d’Hiroshima. Série Noire, Gallimard, 1985.
- L’Écluse noire. Dans: Claude Mesplède (dir.): Sous la robe erre le noir. Éditions le Mascaret, 1989 / Éditions l’Atalante, 1995.

### Romane als Edouard, Edmond oder Guy Duret
- Bâti sur le mensonge. SEN, 1944.
- Un grand scandale (Roman d’amour). SEN, 1944.
- La lutte pour l’amour (Roman d’amour). SEN, 1944.
- La cabane des dolomites. SEN, 1945.
- Le feu du Sud (Roman d’amour). Collection Aphrodite, 1945.
- Le Journal de Maire Laurent. Collection La rose bleu, 1945.
- Le capitaine Noir. Roman de cape et d’épée. SEN, 1945.
- La tragique confession de Miss Brampton. Collection Amours vécues N°1, SEN, 1945.
- L’éveil d’un coeur. Collection Amours vécues N°17, SEN, 1945.
- La remplaçante. Collection Amours vécues N° 12, SEN, 1946.
- Bompied, le criminaliste. Collection SOS Police, 1944.
- La lettre fatale. Éditions Paul Dupont, 1945.
- Un crime à l’auberge (l’insecte maléfique). Éditions Paul Dupont, 1945.
- La flamme froide ou l’amour bourgeois. Les Éditions Fournier, o. D.
- Le réveil en campagne. Les Éditions Fournier, o. D.
- Le grand amour des Demoiselles Dumesnil. Les Éditions Fournier, o. D.
- L’express de nuit. Les Éditions Fournier, o. D.
- La grande amie. Les Éditions Fournier, o. D.
- La bonne fille. Collection La rose pourpre, IFC, o. D.
- Maria Christina. Collection La rose pourpre, IFC, o. D.

### Romane als Mariodile
- Pour son enfant. SEN, 1944.
- La fille sans coeur. SEN, 1944.
- Le professeur de vertu. SEN, 1944.
- Le rendez-vous précédé, La mort entrera à minuit. SEN, 1944.
- La délaissée. SEN, 1944.
- Elle était trop belle. SEN, 1944.
- Camille. o. V., 1945.
- Il m’avait pardonné. Collection Variété N°1, SEN, 1945.
- J’ai su me taire. Collection Variété N°3, SEN, 1945.
- Mon ami d’enfance. Collection Variété N°4, SEN, 1945.
- Derriére le décor (Roman d’amour). SEN, 1945.
- Je t’ai choisie. Collection La rose bleue, SEN, 1945.
- Je m’étais trompée sur toi. Collection La rose bleue, SEN, 1945.
- Ma dernière chance. Collection La rose bleue, SEN, 1945.
- Mon plus beau rêve. Collection Amours vécues N°19, SEN, 1946.
- Fatal amour. Le carré d’as. Les Éditions et revues françaises, 1946.
- Une femme passera. Les Éditions Fournier, o. D.

### Romane als Albert Duvivier
- La première enquête de l’inspecteur Lentraille. Nouvelles Publications, 1940 / Shanghaï Express N°1 und 2, März und April 2006.

### Romane als Marcel Pivert
- Des femmes ont disparu… Les Éditions Fournier, o. D.
- L’hallucinante aventure chez les incas. Les Éditions Fournier, o. D.
- On a volé un mort… Les Éditions Fournier, o. D.
- Le tueur inconnu. Les Éditions Fournier, o. D.
- L’hallucinante aventure du professeur Corbier. Les Éditions Fournier, o. D.

## Filmographie
- Justice est faite. Ein Film von André Cayatte und Charles Spaak, 1950.
- Nous sommes tous des assassins. Ein Film von André Cayatte und Charles Spaak, 1952.
- La bonne tisane. Ein Film von Hervé Bromberger, 1957.
- Quand la femme s’en mêle. Nach Sans attendre Godot. Ein Film von Yves Allégret, 1957.
- Les loups dans la bergerie. Ein Film von Hervé Bromberger, 1959.
- Jusqu’à plus soif. Ein Film von Maurice Labro, 1961.
- Fleur d’oseille. Nach Langes radieux. Ein Film von Georges Lautner, 1967.
- Le Drakkar. Fernsehfilm von Jacques Pierre, 1973.
- Noces de soufre. Fernsehfilm von Raymond Vouillamoz, ausgestrahlt auf TF1 im Rahmen der Sendereihe Série Noire, 1984.
- Pitié pour les rats. Fernsehfilm von Jacques Ertaud, ausgestrahlt auf TF1 im Rahmen der Sendereihe Série Noire, 1984.
- La lune d’Omaha. Fernsehfilm von Jean Marboeuf, ausgestrahlt auf TF1 im Rahmen der Sendereihe Série Noire, 1984.
- Sortez des rangs. Nach Le Boucher des Hurlus. Fernsehfilm von Jean-Denis Robert, 1996.

### Deutschsprachige Literatur
- Bernd G. Bauske u. a. (Hrsg.): French Connection IV. Jean Amila. Februar 2004. ISSN 1610-5036.
- Bernd G. Bauske u. a. (Hrsg.): French Connection VIII. Amila weitergelesen. Februar 2007. ISSN 1610-5036.
- Julian Löffler: Zur Übersetzung der Kriminalromane von Jean Amila: Roman populaire, roman populiste? Anlage zu: Bernd G. Bauske u. a. (Hrsg.): French Connection VI. Romain Slocombe. Januar 2006. ISSN 1610-5036.
- Didier Daeninckx: Amila-ABC. Conte Verlag, 2008. ISBN 978-3-936950-91-5. Kostenloser Download auf der Verlagsseite (PDF; 161 kB)

### Französischsprachige Literatur
- Jean-Paul Schweighaeuser: John Amila, l’homme rouge du roman noir. L’Almanach du crime, 1982.
- Jean Amila, un vétéran du roman noir. Le Monde libertaire N°684, 3. Dezember 1987.
- Didier Daeninckx: L’Abécédaire de Jean Amila. Révolution N°503, 20. Oktober 1989.
- Jean Amila. Polar N°16. Éditions Rivages, 1995.
- Didier Daeninckx: Jean Meckert. L’inconnu du noir-express. La Quinzaine littéraire N°859, August 2003. Wiederaufgenommen in: La Mémoire longue. Textes et images. 1986–2008. Le cherche Midi, 2008.